# EuroChallenge 2011-2012
L'EuroChallenge 2011-2012 è stata la nona edizione del torneo europeo di terzo livello per squadre di club di basket. Il Beşiktaş ha vinto il titolo per la prima volta, battendo in finale l'Élan Chalon.

## Regolamento
Alla regular season hanno partecipato 32 squadre: 19 si sono qualificate direttamente, 5 sono arrivate dal turno di qualificazione, mentre gli ultimi 8 posti erano riservati alle perdenti del turno di qualificazione della ULEB Eurocup.

## Turno di qualificazione
Le partite di andata si sono giocate il 4 ottobre 2011, quelle di ritorno l'11 ottobre.
| Squadra 1            | Totale    | Squadra 2          | Andata  | Ritorno |
| -------------------- | --------- | ------------------ | ------- | ------- |
| Spartak Primor'e     | 141 – 147 | Enisey Krasnojarsk | 75 – 58 | 66 – 89 |
| Zenit S. Pietroburgo | 168 – 151 | Kr. Kryl. Samara   | 94 – 71 | 74 – 80 |
| Sukhumi              | 157 – 175 | Minsk 2006         | 94 – 78 | 63 – 97 |
| Atomerőmű            | 155 – 128 | Traiskirchen Lions | 70 – 48 | 85 – 80 |
| Tampereen Pyrintö    | 134 – 138 | Szolnoki Olaj      | 77 – 69 | 57 – 69 |

## Regular season
La regular season è iniziata l'8 novembre 2011 e si è conclusa il 13 dicembre.

### Gruppo A
|    | Squadra         | P  | V | P | PF | PS  | Diff |
| -- | --------------- | -- | - | - | -- | --- | ---- |
| 1. | EWE Oldenburg   | 12 | 6 | 6 | 0  | 534 | 428  |
| 2. | Fuenlabrada     | 10 | 6 | 4 | 2  | 530 | 477  |
| 3. | SPU Nitra       | 7  | 6 | 1 | 5  | 478 | 504  |
| 4. | Norrk. Dolphins | 7  | 6 | 1 | 5  | 448 | 581  |

### Gruppo B
|    | Squadra        | P  | V | P | PF | PS  | Diff |
| -- | -------------- | -- | - | - | -- | --- | ---- |
| 1. | Beşiktaş       | 12 | 6 | 6 | 0  | 543 | 437  |
| 2. | Leida          | 9  | 6 | 3 | 3  | 434 | 437  |
| 3. | Armia Tbilisi  | 9  | 6 | 3 | 3  | 441 | 464  |
| 4. | BG 74 Gottinga | 6  | 6 | 0 | 6  | 432 | 512  |

### Gruppo C
|    | Squadra   | P  | V | P | PF | PS  | Diff |
| -- | --------- | -- | - | - | -- | --- | ---- |
| 1. | Roanne    | 11 | 6 | 5 | 1  | 490 | 451  |
| 2. | Pardubice | 10 | 6 | 4 | 2  | 478 | 476  |
| 3. | Prostějov | 9  | 6 | 3 | 3  | 476 | 487  |
| 4. | Hoverla   | 6  | 6 | 0 | 6  | 425 | 455  |

### Gruppo D
|    | Squadra         | P  | V | P | PF | PS  | Diff |
| -- | --------------- | -- | - | - | -- | --- | ---- |
| 1. | Nižnij Novgorod | 10 | 6 | 4 | 2  | 492 | 425  |
| 2. | Ventspils       | 10 | 6 | 4 | 2  | 436 | 422  |
| 3. | Chimik Južnyj   | 9  | 6 | 3 | 3  | 446 | 451  |
| 4. | Atomerőmű       | 7  | 6 | 1 | 5  | 399 | 475  |

### Gruppo E
|    | Squadra            | P  | V | P | PF | PS  | Diff |
| -- | ------------------ | -- | - | - | -- | --- | ---- |
| 1. | Élan Chalon        | 11 | 6 | 5 | 1  | 479 | 481  |
| 2. | Anversa Giants     | 10 | 6 | 4 | 2  | 474 | 424  |
| 3. | Enisey Krasnojarsk | 8  | 6 | 2 | 4  | 458 | 468  |
| 4. | U Cluj             | 7  | 6 | 1 | 5  | 446 | 484  |

### Gruppo F
|    | Squadra              | P  | V | P | PF | PS  | Diff |
| -- | -------------------- | -- | - | - | -- | --- | ---- |
| 1. | Zenit S. Pietroburgo | 10 | 6 | 4 | 2  | 451 | 434  |
| 2. | Okapi Aalstar        | 9  | 6 | 3 | 3  | 511 | 463  |
| 3. | ETHA Engomis         | 9  | 6 | 3 | 3  | 409 | 438  |
| 4. | Olin Edirne          | 8  | 6 | 2 | 4  | 449 | 485  |

### Gruppo G
|    | Squadra      | P  | V | P | PF | PS  | Diff |
| -- | ------------ | -- | - | - | -- | --- | ---- |
| 1. | Telekom Bonn | 10 | 6 | 4 | 2  | 490 | 452  |
| 2. | Karşıyaka    | 9  | 6 | 3 | 3  | 476 | 477  |
| 3. | Minsk 2006   | 9  | 6 | 3 | 3  | 487 | 515  |
| 4. | Türk Telekom | 8  | 6 | 2 | 4  | 487 | 496  |

### Gruppo H
|    | Squadra         | P  | V | P | PF | PS  | Diff |
| -- | --------------- | -- | - | - | -- | --- | ---- |
| 1. | Artland Dragons | 11 | 6 | 5 | 1  | 520 | 480  |
| 2. | Szolnoki Olaj   | 10 | 6 | 4 | 2  | 500 | 483  |
| 3. | Keravnos        | 8  | 6 | 2 | 4  | 483 | 511  |
| 4. | Pau-Lacq-Orthez | 7  | 6 | 1 | 5  | 446 | 475  |

## Last 16
Le partite si sono giocate dal 10 gennaio al 28 febbraio 2012.

Le 16 squadre si sono affrontate in 4 gironi con formato andata/ritorno. Le prime due di ogni girone si sono qualificate ai quarti di finale.

### Gruppo I
|    | Squadra       | P  | V | P | PF | PS  | Diff |
| -- | ------------- | -- | - | - | -- | --- | ---- |
| 1. | Ventspils     | 10 | 6 | 4 | 2  | 455 | 448  |
| 2. | Roanne        | 9  | 6 | 3 | 3  | 505 | 464  |
| 3. | EWE Oldenburg | 9  | 6 | 3 | 3  | 456 | 447  |
| 4. | Leida         | 8  | 6 | 2 | 4  | 387 | 444  |

### Gruppo J
|    | Squadra       | P | V | P | PF | PS  | Diff |
| -- | ------------- | - | - | - | -- | --- | ---- |
| 1. | Élan Chalon   | 9 | 6 | 3 | 3  | 494 | 467  |
| 2. | Szolnoki Olaj | 9 | 6 | 3 | 3  | 521 | 511  |
| 3. | Telekom Bonn  | 9 | 6 | 3 | 3  | 497 | 509  |
| 4. | Okapi Aalstar | 9 | 6 | 3 | 3  | 479 | 504  |

### Gruppo K
|    | Squadra         | P  | V | P | PF | PS  | Diff |
| -- | --------------- | -- | - | - | -- | --- | ---- |
| 1. | Fuenlabrada     | 12 | 6 | 6 | 0  | 465 | 430  |
| 2. | Beşiktaş        | 10 | 6 | 4 | 2  | 458 | 433  |
| 3. | Nižnij Novgorod | 7  | 6 | 1 | 5  | 450 | 460  |
| 4. | Pardubice       | 7  | 6 | 1 | 5  | 434 | 484  |

### Gruppo L
|    | Squadra              | P  | V | P | PF | PS  | Diff |
| -- | -------------------- | -- | - | - | -- | --- | ---- |
| 1. | Artland Dragons      | 11 | 6 | 5 | 1  | 495 | 478  |
| 2. | Zenit S. Pietroburgo | 9  | 6 | 3 | 3  | 452 | 463  |
| 3. | Anversa Giants       | 8  | 6 | 2 | 4  | 417 | 422  |
| 4. | Karşıyaka            | 8  | 6 | 2 | 4  | 487 | 488  |

## Quarti di finale
Le squadre si sono affrontate in scontri diretti al meglio delle tre partite. Gli incontri si sono giocati il 13, il 15 e il 20 marzo 2012.
| Squadra 1       | Totale | Squadra 2            | Gara 1 | Gara 2 | Gara 3 |
| --------------- | ------ | -------------------- | ------ | ------ | ------ |
| Ventspils       | 1-2    | Szolnoki Olaj        | 82-63  | 76-82  | 78-82  |
| Élan Chalon     | 2-0    | Roanne               | 75-73  | 78-76  |        |
| Fuenlabrada     | 1-2    | Zenit S. Pietroburgo | 75 -76 | 78-68  | 65-80  |
| Artland Dragons | 0-2    | Beşiktaş             | 73 -74 | 63-77  |        |

## Final four
|  | Semifinali           | Semifinali           | Semifinali  |             |          | Finale               | Finale               | Finale          |  |
|  |                      |                      |             |             |          |                      |                      |                 |  |
|  | Szolnoki Olaj        | Szolnoki Olaj        | 60          |             |          |                      |                      |                 |  |
|  | Szolnoki Olaj        | Szolnoki Olaj        | 60          |             |          |                      |                      |                 |  |
|  | Beşiktaş             | Beşiktaş             | 64          |             |          |                      |                      |                 |  |
|  | Beşiktaş             | Beşiktaş             | 64          |             | Beşiktaş | Beşiktaş             | 91                   |                 |  |
|  |                      |                      |             |             | Beşiktaş | Beşiktaş             | 91                   |                 |  |
|  |                      |                      | Élan Chalon | Élan Chalon | 86       |                      |                      |                 |  |
|  | Élan Chalon          | Élan Chalon          | Élan Chalon | Élan Chalon | 86       | 84                   |                      |                 |  |
|  | Élan Chalon          | Élan Chalon          |             |             |          | 84                   |                      |                 |  |
|  | Zenit S. Pietroburgo | Zenit S. Pietroburgo | 69          |             |          | Finale 3º posto      | Finale 3º posto      | Finale 3º posto |  |
|  | Zenit S. Pietroburgo | Zenit S. Pietroburgo | 69          |             |          |                      |                      |                 |  |
|  |                      |                      |             |             |          |                      |                      |                 |  |
|  |                      |                      |             |             |          | Szolnoki Olaj        | Szolnoki Olaj        | 87              |  |
|  |                      |                      |             |             |          | Szolnoki Olaj        | Szolnoki Olaj        | 87              |  |
|  |                      |                      |             |             |          | Zenit S. Pietroburgo | Zenit S. Pietroburgo | 94              |  |

### Semifinali
| Arbitri: | Miguel Pérez Pérez Fernando Rocha Tomasz Trawicki |

|            |          |                        |
| Nikolov 14 | Punti    | 17 Erceg               |
| Trotter 7  | Assist   | 5 Arroyo               |
| Báder 14   | Rimbalzi | 13 Mensah-Bonsu, Dağlı |

| Arbitri: | Damir Javor Igor Dragojević Aare Halliko |

|               |          |                     |
| Schilb 29     | Punti    | 26 Jefferson        |
| Tchicamboud 7 | Assist   | 6 McKee             |
| Aminu 10      | Rimbalzi | 9 Landry, Jefferson |

### Finale 3º/4º posto
| Debrecen 29 aprile 2012, ore 18:00 UTC+2 | Szolnoki Olaj | 87 – 94 (27-21, 46-49, 66-61) referto | Zenit S. Pietroburgo | Főnix Hall (3.400 spett.) |
| \| \| \| \| \| Trotter 33 \| Punti \| 37 Jefferson \| \| tre giocatori 5 \| Assist \| 9 McKee \| \| Mills 12 \| Rimbalzi \| 10 Jefferson \| |               |                                       |                      |                           |
| |               |                                       |                      |                           |
| Trotter 33 | Punti         | 37 Jefferson                          |                      |                           |
| tre giocatori 5 | Assist        | 9 McKee                               |                      |                           |
| Mills 12 | Rimbalzi      | 10 Jefferson                          |                      |                           |

### Finalissima
| Debrecen 29 aprile 2012, ore 20:30 UTC+2 | Beşiktaş | 91 – 86 (27-15, 44-40, 57-55) referto | Élan Chalon | Főnix Hall (3.500 spett.) |
| \| \| \| \| \| Mensah-Bonsu 26 \| Punti \| 19 Tchicamboud \| \| Arroyo 8 \| Assist \| 7 Tchicamboud \| \| Mensah-Bonsu 20 \| Rimbalzi \| 8 tre giocatori \| |          |                                       |             |                           |
| |          |                                       |             |                           |
| Mensah-Bonsu 26 | Punti    | 19 Tchicamboud                        |             |                           |
| Arroyo 8 | Assist   | 7 Tchicamboud                         |             |                           |
| Mensah-Bonsu 20 | Rimbalzi | 8 tre giocatori                       |             |                           |

| EuroChallenge 2011-2012 |
| ----------------------- |
| Beşiktaş 1º titolo      |

## Formazione vincitrice
| N° | Naz.                   | Ruolo | Sportivo           |  | Alt. |  |
| -- | ---------------------- | ----- | ------------------ |  | ---- |  |
| 4  | Turchia (bandiera)     | P     | Mehmet Yağmur      |  | 185  |  |
| 5  | Turchia (bandiera)     | AG    | Barış Hersek       |  | 207  |  |
| 6  | Turchia (bandiera)     | P     | Kartal Özmızrak    |  | 188  |  |
| 7  | Serbia (bandiera)      | AG    | Zoran Erceg        |  | 211  |  |
| 10 | Turchia (bandiera)     | P     | Can Akın           |  | 190  |  |
| 11 | Turchia (bandiera)     | G     | Mehmet Ali Yatağan |  | 196  |  |
| 12 | Turchia (bandiera)     | AG    | Adem Ören          |  | 207  |  |
| 15 | Turchia (bandiera)     | G     | Serhat Çetin       |  | 197  |  |
| 21 | Stati Uniti (bandiera) | G     | Marcelus Kemp      |  | 196  |  |
| 30 | Porto Rico (bandiera)  | P     | Carlos Arroyo      |  | 185  |  |
| 34 | Stati Uniti (bandiera) | G     | David Hawkins      |  | 195  |  |
| 35 | Turchia (bandiera)     | AG    | Erwin Dudley       |  | 204  |  |
| 44 | Regno Unito (bandiera) | AG    | Pops Mensah-Bonsu  |  | 206  |  |
|    | Turchia (bandiera)     | All.  | Ergin Ataman       |  |      |  |